# Galaxie naine du Toucan
Pour les articles homonymes, voir Toucan (homonymie).
La galaxie naine du Toucan est une galaxie naine sphéroïdale qui fait partie de notre Groupe local. Elle fut découverte en 1990 par R. J. Lavery, à l’observatoire du Mont Stromlo, en Australie.

## Morphologie et masse
A l'instar de la galaxie naine de la baleine, la galaxie naine du Toucan a une faible brillance de surface centrale (25 mag arcsec2 dans la bande V). Elle est en revanche plus petite avec un rayon effectif de 284 pc. En supposant un rapport masse-luminosité de 1 dans la bande V, cela conduit à une masse stellaire de 0,56 × 106 masse solaire. La galaxie naine du Toucan semble être dépourvue de gaz.

## Population stellaire
Utilisant la caméra ACS du télescope spatial Hubble, une étude a montré que la galaxie naine du Toucan a principalement formé ses étoiles il y a 13 milliards d'années et durant environ 1 milliard d'années. Depuis plus de 8 milliards d'années (z~1), la galaxie du Toucan n'a pas formé de nouvelles étoiles.

## Cinématique
Une étude utilisant l'instrument FOR2 du VLT a observé une vingtaine d'étoiles de la galaxie naine du Toucan pour en déduire leur vitesse radiale via le triplet du calcium. Elle montre que la galaxie naine a une vitesse radiale de 194 km/s par rapport au soleil, donc de 98,9 km/s par rapport au centre de la Voie Lactée.
La cinématique interne de la galaxie du Toucan est composé d'une vitesse de dispersion de 15,4 km/s au centre et d'une vitesse de rotation de 16 km/s dans les régions externes (> 2 reff).

## Position dans le Groupe Local
Distante de 882 kpc de la Voie Lactée (2,8 millions d’années-lumière) et de 1 355 kpc de la galaxie d'Andromède, la galaxie naine du Toucan est un membre isolé du Groupe local qui se trouve quasiment à l’opposé de la plupart des autres membres par rapport à la Voie lactée.